# Glen Hansard
Glen Hansard (nacido el 21 de abril de 1970) es un cantautor, músico y actor irlandés. Desde 1990 es el líder de la banda de rock irlandesa The Frames, con la que ha publicado seis álbumes de estudio, cuatro de los cuales han estado entre los diez primeros de las listas de álbumes irlandesas. En la década de 2000, fue la mitad del dúo de folk rock The Swell Season antes de publicar su álbum debut en solitario, Rhythm and Repose, en 2012. Su segundo álbum, Didn't He Ramble, de 2015, fue nominado al Premio Grammy al mejor álbum folk.
Principalmente como músico, también ha actuado y escrito música para el cine; apareció en la película ganadora del BAFTA The Commitments (1991) y, sobre todo, protagonizó el drama musical irlandés Once (2007) que le valió varios premios importantes, incluido el Oscar a la Mejor Canción Original por "Falling Slowly" con la coguionista y coprotagonista Markéta Irglová. La película se adaptó posteriormente a una premiada producción teatral musical.

## Biografía

### Primeros años
Hansard dejó la escuela a los 13 años para empezar a tocar en las calles de Dublín. En 1990 formó su propia banda, The Frames, que desde entonces actúa regularmente en Irlanda.

### Carrera profesional

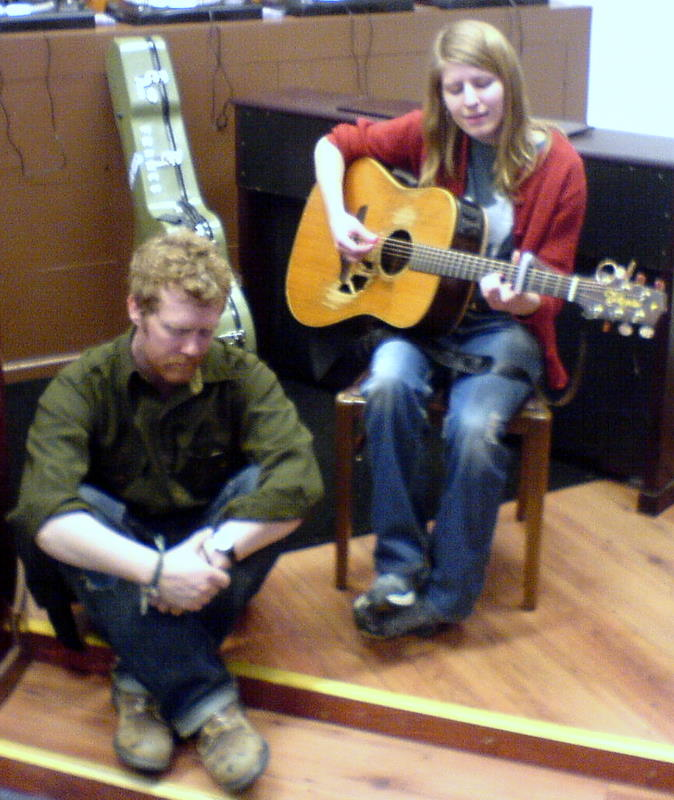
Glen Hansard y Markéta Irglová durante una actuación en Derry (Irlanda del Norte), en abril de 2006.

Hansard saltó a la fama internacional como el guitarrista Outspan Foster en la película de Alan Parker The Commitments (1991). A menudo ha declarado que se arrepentía de haber aceptado el papel porque sentía que le distraía de su carrera musical. En 2003 presentó el programa de televisión Other Voices: Songs from a Room, que presentaba talentos musicales irlandeses en RTÉ.
El 22 de abril de 2006 publicó su primer álbum sin The Frames, The Swell Season, en Overcoat Recordings, en colaboración con la cantante y multiinstrumentista checa Markéta Irglová, la finlandesa Marja Tuhkanen al violín y la viola, y el francés Bertrand Galen al violonchelo. Hansard también pasó parte de 2006 ante las cámaras para la película irlandesa Once, en la que interpreta a un músico callejero de Dublín y a Irglová a una vendedora ambulante inmigrante. La película se estrenó en Estados Unidos en el Festival de Sundance de 2007 y recibió el Premio del Público del Festival de Cine Mundial. Durante la gira promocional, él e Irglová empezaron a salir. Hansard dijo sobre su relación con Irglová: "Llevaba mucho tiempo enamorándome de ella, pero me repetía a mí mismo que sólo era una niña".
En 2009, Hansard declaró que él e Irglova ya no mantenían una relación sentimental y que ahora eran "buenos amigos".
Aparte de sus proyectos con The Frames e Irglová, Hansard también participó como miembro de la banda en el álbum benéfico de Oxfam de 2006, The Cake Sale. Hansard ha grabado varias versiones, tanto en solitario como con Colm Mac Con Iomaire, miembro de la banda, para los discos de Today FM Even Better than the Real Thing. Entre las canciones que ha grabado figuran "Cry Me a River" de Justin Timberlake en Even Better than the Real Thing Vol. 1 y "Everytime" de Britney Spears en Vol. 2.
En un episodio ("In the Name of the Grandfather") de Los Simpson, puso voz a un músico irlandés. El 27 de octubre de 2009 se publicó un nuevo álbum de canciones originales grabado como The Swell Season con Markéta Irglová y titulado Strict Joy en el sello discográfico ANTI-.
En el verano de 2011, se unió a Eddie Vedder en su gira americana en solitario en apoyo del álbum en solitario de Vedder, Ukulele Songs. En mayo de 2011 ofreció un concierto en solitario en la inauguración de la exposición Guitar Heroes del Museo Metropolitano de Arte de Nueva York, y el 17 de junio tocó en Cape Cod, en el Cape Cinema.
En septiembre de 2011, tocó en el "Festival 20 Aniversario PJ20" de Pearl Jam en el Alpine Valley Theatre a las afueras de East Troy, Wisconsin. Hansard toca varias guitarras, incluida una maltrecha y muy reconocible guitarra acústica Takamine NP15 (que luce incluso un gran agujero), a la que llama "El Caballo".
En una entrevista de noviembre de 2011 en The Huffington Post con Irglova, se reveló que Hansard estaba preparando un álbum en solitario y que era muy posible un tercer lanzamiento de The Swell Season. Más tarde se reveló que este álbum en solitario se titularía Rhythm and Repose.
American Songwriter incluyó "Love Don't Leave Me Waiting" de Hansard en su The Muse July Sampler. Otra canción suya incluida en la banda sonora de una película es This Gift, que aparece en La extraña vida de Timothy Green.
Hansard cantó la canción "Take the Heartland" en la banda sonora de la película de 2012 Los juegos del hambre. Otra canción de su autoría, "Come Away to the Water", aparece en la banda sonora, pero es versionada por Maroon 5 y Rozzi Crane. Hansard canta "Come Away to the Water" en la edición de lujo de su primer álbum en solitario, Rhythm and Repose. Participó como actor invitado en un episodio de la serie de televisión Parenthood, interpretándose a sí mismo. En el episodio, "Trouble in Candyland", interpretó "High Hope", un sencillo de su álbum debut en solitario Rhythm and Repose. En 2015, Hansard y Lisa Hannigan grabaron una canción, "On Love", para la banda sonora de la película de 2014 El profeta de Kahlil Gibran. Hansard cantó Coyote en el concierto "75 cumpleaños de Joni Mitchell: Una celebración de Cumpleaños" en Los Ángeles en diciembre de 2018.

## Influencias

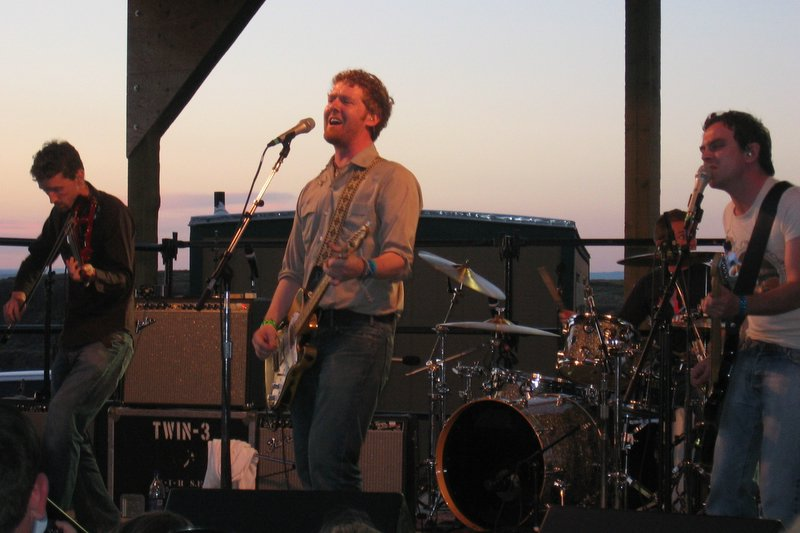
The Frames en el Sasquatch Music Festival, 2005.

Hansard ha comentado sobre sus influencias musicales: "En mi casa, cuando era niño, estaba la santísima trinidad, que era Leonard Cohen, Van Morrison y Bob Dylan, con Bob sentado en el centro". Hansard y The Frames estuvieron de gira como teloneros de Bob Dylan en Australia y Nueva Zelanda en agosto de 2007 y Hansard suele interpretar canciones de Van Morrison en concierto. Dos de esas canciones son "Into the Mystic" y "And the Healing Has Begun", que se incluyeron en la edición de coleccionista de la banda sonora de la película Once.
Hansard es devoto de Krishna y actuó en el 80 cumpleaños de Swami Prabhupada en Londres, alojándose en una mansión donada al movimiento Hare Krishna por George Harrison, de The Beatles, que era devoto de Hare Krishna. En julio de 2013, cantó con Bruce Springsteen en Nowlan Park, Kilkenny, Irlanda. En julio de 2015, interpretó "Raglan Road" con Ed Sheeran en Croke Park, Dublín.[cita requerida]

## Discografía

### En solitario
- Rhythm and Repose (2012)
- Didn't He Ramble (2015)
- Between Two Shores (2018)
- This Wild Willing (2019)

### The Frames

#### Álbumes
- Another Love Song (1991)
- Fitzcarraldo (1995)
- Dance the Devil (1999)
- For the Birds (2001)
- Breadcrumb Trail (2002) (live)
- Set List (2003) (live)
- Burn the Maps (2004)
- The Cost (2006)

#### Singles
- The Dancer (1991)
- Masquerade (1992)
- Turn On Your Record Player EP (1992)
- Picture of Love (1993)
- Angel at My Table (1994)
- Revelate (1995)
- Monument (1996)
- I am the Magic Hand (1999)
- Pavement Tune (1999)
- Rent Day Blues EP (1999)
- Come On Up to the House (1999)
- Lay Me Down (2001)
- Headlong (2002)
- The Roads Outgrown EP (2003)
- Fake (2003)
- Finally (2004)
- Sideways Down (2005)
- Happy (2005)
- Falling Slowly/No More I Love Yous" (2006)
- Take the Heartland" (2012)

### The Swell Season
- The Swell Season (2006)
- Once Soundtrack (2007)
- Strict Joy (2009)

## Premios y distinciones
Premios Óscar
| Año  | Categoría                | Película | Resultado |
| ---- | ------------------------ | -------- | --------- |
| 2008 | Óscar a la mejor canción | Once     | Ganador   |

Grammy
| Año  | Categoría                     | Película | Resultado |
| ---- | ----------------------------- | -------- | --------- |
| 2013 | Mejor álbum de teatro musical | Once     | Ganadora  |

### Nominaciones

#### 2007
- Premios Grammy de 2007 - Mejor canción escrita para película, televisión u otro medio audiovisual - Falling slowly de la película Once.
- IV Premios del Cine y la Televisión Irlandesa - Mejor música de película - Once.
- Premios Satellite. - "If You Want Me" de Once.

2008
- Premios Grammy - Mejor álbum recopilatorio de banda sonora para cine, televisión u otros medios visuales - Once.
- Premios Grammy - Mejor canción escrita para cine, televisión u otros medios visuales - Once.

2016
- Premios Grammy - Mejor álbum de folk - Didn't He Ramble.

2021
- Hollywood Music in Media Awards - Canción original - Interpretación en pantalla - "Whenever I Fall" de Cyrano.
- Hollywood Music in Media Awards - Canción original - Largometraje - "My Father's Daughter" de Flag Day.

2022
- Premios del Gremio de Supervisores Musicales - Mejor canción escrita y/o grabada para televisión - "My Father's Daughter" de Flag Day.